# Troféu Leão Lobo
O Trófeu Leão Lobo foi um prêmio brasileiro que era entregue a indivíduos e grupos que se destacaram nos meios de entretenimento brasileiro, sobretudo na televisão. O troféu destinado aos artistas premiados é denominado Leão de Ouro
Organizado pelo crítico de arte Leão Lobo, foi distribuído pela primeira vez em 2003, prestigiando os artistas que se destacaram no decorrer do ano.

## História
“O crítico sempre sonha premiar os seus criticados. Comigo não é diferente. Desde que comecei a fazer críticas diárias de televisão no jornal "Folha da Tarde", depois em jornais de todo o Brasil,logo me ocorreu criar um troféu para homenagear os artistas que se destacassem no vídeo. Mas não quero fazer mais um prêmio destes arranjados, combinados, ou pior, comprados, como muitos que tive oportunidade de ver, uma espécie de ação entre amigos, ou clientes. Queria fazer um prêmio sério, respeitado, do crítico para os artistas, onde os esforços, o talento, fossem reconhecidos e celebrados."”

— Leão Lobo, sobre a premiação
Leão Lobo é uma personalidade reconhecida no meio da crítica da televisão. O crítico iniciou o projeto de premiações com o intuito de prestigiar os artistas que se destacam no vídeo. 
Após a quarta edição da premiação, o troféu deixou de ser entregue aos artistas, tornando-se apenas uma lista de selecionados por Leão Lobo e divulgados em sites de entretenimento.

## Lista de premiados

### 2003[1][2]
| Categoria                 | Agraciado                | Trabalho Indicado              |
| ------------------------- | ------------------------ | ------------------------------ |
| Melhor autor              | Manoel Carlos            | Mulheres Apaixonadas           |
| Melhor diretor            | Jayme Monjardim          | A Casa das Sete Mulheres       |
| Melhor ator               | Luís Melo                | A Casa das Sete Mulheres       |
| Melhor atriz              | Suzana Vieira            | Mulheres Apaixonadas           |
| Melhor ator coadjuvante   | Dan Stulbach             | Mulheres Apaixonadas           |
| Melhor atriz coadjuvante  | Regiane Alves            | Mulheres Apaixonadas           |
| Atriz revelação           | Bruna Marquezine         | Mulheres Apaixonadas           |
| Ator revelação            | Werner Schünemann        | A Casa das Sete Mulheres       |
| Melhor cantora            | Adriana Calcanhoto       | ela mesma                      |
| Melhor cantor             | Alexandre Pires          | ele mesmo                      |
| Revelação musical         | Luiza Possi              | ela mesma                      |
| Melhor grupo musical      | Capital Inicial          | eles mesmos                    |
| Melhor música             | "Velha Infância"         | Tribalistas                    |
| Apresentador de TV        | William Bonner           | Jornal Nacional                |
| Apresentadora de TV       | Ana Maria Braga          | Mais Você                      |
| Entrevistador             | Jô Soares                | Programa do Jô                 |
| Entrevistadora            | Marília Gabriela         | De Frente com Gabi             |
| Melhor repórter           | César Tralli             |                                |
| Melhor narrador esportivo | Cléber Machado           |                                |
| Animador                  | Luciano Huck             | Caldeirão do Huck              |
| Comediante feminino       | Heloísa Perissé          | Zorra Total                    |
| Comediante masculino      | Rogério Cardoso          | A Grande Família / Zorra Total |
| Telejornal                | Jornal da Noite          | Jornal da Noite                |
| Programa jornalístico     | Globo Repórter           | Globo Repórter                 |
| Programa de humor         | A Grande Família         | A Grande Família               |
| Programa de variedades    | Altas Horas              | Altas Horas                    |
| Programa infantil         | Sítio do Picapau Amarelo | Sítio do Picapau Amarelo       |
| Trilha sonora             | Mulheres Apaixonadas     | Mulheres Apaixonadas           |
| Melhor novela             | Mulheres Apaixonadas     | Mulheres Apaixonadas           |

### 2004[1]
| Categoria                | Agraciado        | Trabalho Indicado                   |
| ------------------------ | ---------------- | ----------------------------------- |
| Melhor atriz coadjuvante | Laura Cardoso    | Chocolate com Pimenta/Como uma Onda |
| Ator revelação           | Sérgio Malheiros | Da Cor do Pecado                    |
| Melhor cantora           | Ivete Sangalo    | ela mesma                           |
| Melhor programa de humor | Pânico na TV     | Pânico na TV                        |

### 2005[1]
| Categoria                 | Agraciado                | Trabalho Indicado        |
| ------------------------- | ------------------------ | ------------------------ |
| Melhor autor              | Walcyr Carrasco          | Alma Gêmea               |
| Melhor diretor            | Jorge Fernando           | Alma Gêmea               |
| Melhor ator               | Tony Ramos               | Belíssima                |
| Melhor atriz              | Fernanda Montenegro      | Belíssima                |
| Melhor ator coadjuvante   | Reynaldo Gianecchini     | Belíssima                |
| Melhor atriz coadjuvante  | Nicette Bruno            | Alma Gêmea               |
| Atriz revelação           | Maria Carolina Ribeiro   | Floribella               |
| Ator revelação            | David Lucas              | Alma Gêmea               |
| Melhor cantora            | Ivete Sangalo            | ela mesma                |
| Melhor cantor             | Seu Jorge                | ele mesmo                |
| Revelação musical         | Marjorie Estiano         | ela mesma                |
| Melhor grupo musical      | Babado Novo              | eles mesmos              |
| Melhor música             | "É Isso Aí"              | Ana Carolina             |
| Apresentador de TV        | Serginho Groisman        | Altas Horas              |
| Apresentadora de TV       | Angélica                 | Estrelas                 |
| Entrevistador             | Amaury Jr.               | Amaury Jr. Show          |
| Entrevistadora            | Marília Gabriela         | De Frente com Gabi       |
| Melhor repórter           | Tino Marcos              |                          |
| Melhor narrador esportivo | Cléber Machado           |                          |
| Animador                  | Luciano Huck             | Caldeirão do Huck        |
| Comediante feminino       | Cláudia Rodrigues        | A Diarista               |
| Comediante masculino      | Wellington Muniz         | Pânico na TV             |
| Telejornal                | Jornal da Band           | Jornal da Band           |
| Programa de humor         | A Grande Família         | A Grande Família         |
| Programa de variedades    | Fantástico               | Fantástico               |
| Programa infantil         | Sítio do Picapau Amarelo | Sítio do Picapau Amarelo |
| Trilha sonora             | Alma Gêmea               | Alma Gêmea               |
| Melhor novela             | Alma Gêmea               | Alma Gêmea               |

### 2006[1]
| Categoria                 | Agraciado            | Trabalho Indicado                |
| ------------------------- | -------------------- | -------------------------------- |
| Melhor autor              | Marcelino Moraes     | Paixões Proibidas                |
| Melhor diretor            | Walter Avancini      | Vidas Opostas                    |
| Melhor ator               | Felipe Camargo       | Paixões Proibidas                |
| Melhor atriz              | Paloma Duarte        | Cidadão Brasileiro               |
| Melhor ator coadjuvante   | Marcos Breda         | Paixões Proibidas                |
| Melhor atriz coadjuvante  | Suzy Rêgo            | Paixões Proibidas                |
| Atriz revelação           | Julianne Trevisol    | Paixões Proibidas                |
| Ator revelação            | Miguel Thiré         | Paixões Proibidas                |
| Melhor cantora            | Ivete Sangalo        | ela mesma                        |
| Melhor cantor             | Leonardo             | ele mesmo                        |
| Revelação musical         | Caio Mesquita        | ela mesma                        |
| Melhor grupo musical      | Jota Quest           | eles mesmos                      |
| Melhor música             | "O Sol"              | Jota Quest                       |
| Apresentador de TV        | Ricardo Boechat      | Jornal da Band                   |
| Apresentadora de TV       | Adriane Galisteu     | Charme                           |
| Entrevistador             | Antônio Abujamra     | Provocações                      |
| Entrevistadora            | Leda Nagle           | Sem Censura                      |
| Melhor repórter           | Sônia Blota          |                                  |
| Melhor narrador esportivo | Luciano do Valle     |                                  |
| Animador                  | Raul Gil             | Programa Raul Gil                |
| Comediante feminino       | Maria Clara Gueiros  | Minha Nada Mole Vida/Zorra Total |
| Comediante masculino      | Tiririca             | Show do Tom                      |
| Telejornal                | Jornal da Band       | Jornal da Band                   |
| Programa de humor         | Pânico na TV         | Pânico na TV                     |
| Programa de variedades    | De Olho nas Estrelas | De Olho nas Estrelas             |
| Programa infantil         | TV Rá-Ti-Bum         | TV Rá-Ti-Bum                     |
| Trilha sonora             | JK                   | JK                               |
| Melhor novela             | Vidas Opostas        | Vidas Opostas                    |

Obs: a partir de 2010, a premiação do troféu deixou de ser física e passou a ser dada como uma lista de selecionados. 

### 2010[3]
- Autor: Silvio de Abreu (Passione)
- Diretor: Dennis Carvalho (Dalva e Herivelto)
- Ator: Marcelo Serrado (Poder Paralelo)
- Atriz: Mariana Ximenes (Passione)
- Coadjuvante Masculino: Umberto Magnani (Ribeirão do Tempo)
- Coadjuvante Feminina: Irene Ravache (Passione)
- Revelação: Fiuk (Malhação ID)

### 2011[4]
- Novela: A Vida da Gente
- Ator: Gabriel Braga Nunes (Insensato Coração) / Bruno Gagliasso (Cordel Encantado) / Rafael Cardoso (A Vida da Gente)
- Atriz: Marjorie Estiano (A Vida da Gente) / Fernanda Vasconcellos (A Vida da Gente)
- Coadjuvante Masculino: Thiago Martins (Insensato Coração) / Ricardo Tozzi (Insensato Coração)
- Coadjuvante Feminina: Cássia Kis Magro (Morde & Assopra) / Zezé Polessa (Cordel Encantado) / Lucinha Lins (Vidas em Jogo) / Beth Goulart (Vidas em Jogo) / Denise Del Vecchio (Vidas em Jogo) / Nicette Bruno (A Vida da Gente) / Gisele Fróes (A Vida da Gente) / Ana Beatriz Nogueira (A Vida da Gente)

### 2013[5]
- Programa: Pé na Cova
- Atriz: Marília Pêra (Pé na Cova)
- Ator: José Carlos Machado (Sessão de Terapia)
- Coadjuvante Feminina: Vera Holtz (Saramandaia)
- Coadjuvante Masculino: João Miguel (O Canto da Sereia)
- Diretor: José Luiz Villamarim (O Canto da Sereia)
- Apresentadora: Fernanda Lima

### 2014[6]
- Ator: Bruno Gagliasso (Dupla Identidade)
- Atriz: Isis Valverde (Amores Roubados)
- Coadjuvante Masculino: Irandhir Santos (Amores Roubados/Meu Pedacinho de Chão)
- Coadjuvante Feminina: Cássia Kiss Magro (Amores Roubados/O Rebu)
- Diretor: José Luiz Villamarim (Amores Roubados/O Rebu)
- Novela: Joia Rara
- Revelação : Paula Barbosa (Meu Pedacinho de Chão)
- Programa: MasterChef
- Música: "Flores em Vida" (Zezé Di Camargo & Luciano)